# Columnea guatemalensis
Columnea guatemalensis là một loài thực vật có hoa trong họ Tai voi. Loài này được Sprague mô tả khoa học đầu tiên năm 1908.